# Vaikkojoki (vattendrag i Finland)
Vaikkojoki är ett vattendrag i Finland.   Det ligger i landskapet Lappland, i den norra delen av landet, 900 km norr om huvudstaden Helsingfors. Vaikkojoki ligger vid sjön Perilänjärvi.